# Hesdigneul-lès-Béthune
Hesdigneul-lès-Béthune és un municipi francès situat al departament del Pas de Calais i a la regió dels Alts de França. L'any 2007 tenia 818 habitants.

## Demografia

### Població
El 2007 la població de fet de Hesdigneul-lès-Béthune era de 818 persones. Hi havia 298 famílies de les quals 68 eren unipersonals (28 homes vivint sols i 40 dones vivint soles), 89 parelles sense fills, 125 parelles amb fills i 16 famílies monoparentals amb fills.
La població ha evolucionat segons el següent gràfic:
Habitants censats

### Habitatges
El 2007 hi havia 338 habitatges, 315 eren l'habitatge principal de la família i 23 estaven desocupats. 327 eren cases i 10 eren apartaments. Dels 315 habitatges principals, 241 estaven ocupats pels seus propietaris, 67 estaven llogats i ocupats pels llogaters i 7 estaven cedits a títol gratuït; 2 tenien una cambra, 8 en tenien dues, 31 en tenien tres, 87 en tenien quatre i 186 en tenien cinc o més. 249 habitatges disposaven pel capbaix d'una plaça de pàrquing. A 151 habitatges hi havia un automòbil i a 136 n'hi havia dos o més.

### Piràmide de població
La piràmide de població per edats i sexe el 2009 era:
| Homes | Edats   | Dones |
| ----- | ------- | ----- |
| 0     | 95 o +  | 0     |
| 0     | 90 a 94 | 0     |
| 4     | 85 a 89 | 0     |
| 4     | 80 a 84 | 0     |
| 4     | 75 a 79 | 28    |
| 16    | 70 a 74 | 8     |
| 28    | 65 a 69 | 20    |
| 24    | 60 a 64 | 32    |
| 12    | 55 a 59 | 16    |
| 12    | 50 a 54 | 16    |
| 40    | 45 a 49 | 28    |
| 32    | 40 a 44 | 28    |
| 32    | 35 a 39 | 24    |
| 32    | 30 a 34 | 36    |
| 16    | 25 a 29 | 28    |
| 16    | 20 a 24 | 36    |
| 20    | 15 a 19 | 8     |
| 40    | 10 a 14 | 32    |
| 16    | 5 a 9   | 24    |
| 12    | 0 a 4   | 8     |

## Economia
El 2007 la població en edat de treballar era de 524 persones, 381 eren actives i 143 eren inactives. De les 381 persones actives 336 estaven ocupades (186 homes i 150 dones) i 44 estaven aturades (25 homes i 19 dones). De les 143 persones inactives 45 estaven jubilades, 45 estaven estudiant i 53 estaven classificades com a «altres inactius».

### Ingressos
El 2009 a Hesdigneul-lès-Béthune hi havia 301 unitats fiscals que integraven 804 persones, la mediana anual d'ingressos fiscals per persona era de 18.218,5 €.

### Activitats econòmiques
Dels 21 establiments que hi havia el 2007, 3 eren d'empreses de construcció, 7 d'empreses de comerç i reparació d'automòbils, 1 d'una empresa de transport, 5 d'empreses d'hostatgeria i restauració, 1 d'una empresa financera, 2 d'empreses immobiliàries i 2 d'empreses classificades com a «altres activitats de serveis».
Dels 8 establiments de servei als particulars que hi havia el 2009, 1 era una oficina de correu, 1 taller de reparació d'automòbils i de material agrícola, 1 paleta, 2 lampisteries, 1 perruqueria i 2 restaurants.
L'únic establiment comercial que hi havia el 2009 era una floristeria.

## Equipaments sanitaris i escolars
El 2009 hi havia una escola elemental.

## Poblacions més properes
El següent diagrama mostra les poblacions més properes.